# Гончаренко Валерій Васильович
Валерій Васильович Гончаренко (23 квітня 1942, смт Мирна Долина, Попаснянський район, Луганська область — 9 червня 2000, Кіровоград (нині Кропивницький), Україна) — український поет. З 1984 року член Спілки письменників України.

## Біографія
Валерій Васильович Гончаренко народився 23 квітня 1942 року в смт Мирна Долина, що на сучасній Луганщині (тоді це Ворошиловградська область). Писати вірші почав у віці п'яти років, а його перша збірка вийшла, коли поетові виповнилось двадцять два. Блискучий епіграміст, пародист.
Здобувати вищу освіту поїхав до Кіровограда, де у 1967 році закінчив філологічний факультет Кіровоградського педагогічного інституту імені О. С. Пушкіна. Працював у редакціях газет Кіровограда та Миколаєва. Фундатор та керівник міської літературної студії «Сівач», яка виховала багато молодих кіровоградських поетів, в тому числі гумористів.
У 1984 році вступив до Спілки письменників України. Лауреат літературної премії імені Юрія Яновського.
Його вірші перекладали болгарською, російською, осетинською, казахською та іншими мовами. 
Помер 9 червня 2000 року на 58 році життя.

### Пам'ять
З 2001 року обласною організацією Національної спілки письменників України проводиться обласний літературний конкурс імені Валерія Гончаренка для молодих авторів.
У Кропивницькому існує вулиця Валерія Гончаренка.

### П'єси
- «Добро і зло»
- «Дитинство Тараса»
- «Сміх Іуди»
- «Необшліфовані діаманти»
- повість «Священний жук скарабей»